# CentOS Stream
CentOS Stream — дистрибутив операционной системы GNU/Linux, разработанный сообществом CentOS и компанией Red Hat. Он представляет собой промежуточный дистрибутив между стабильными версиями CentOS и Red Hat Enterprise Linux (RHEL), позволяя пользователям тестировать и вносить вклад в будущие версии RHEL.

## История

### Ранний период
CentOS был основан в 2004 году как бесплатный дистрибутив, основанный на исходном коде RHEL. Проект быстро завоевал популярность благодаря стабильности и надежности, что сделало его популярным выбором для серверов и облачных инфраструктур.

### Переход на CentOS Stream
В 2019 году Red Hat объявил о переходе на модель CentOS Stream, изменив стратегию проекта. CentOS Stream был анонсирован как «rolling-release» дистрибутив, обеспечивающий более ранний доступ к изменениям, которые в конечном итоге будут включены в RHEL.

## Особенности

### Модель разработки
CentOS Stream функционирует как промежуточный дистрибутив, обеспечивая доступ к изменениям, которые будут включены в будущие версии RHEL. Это позволяет пользователям тестировать новые функции и предоставлять обратную связь для разработчиков.

### Поддержка и обновления
CentOS Stream получает регулярные обновления и патчи, что позволяет пользователям иметь доступ к последним изменениям. Дистрибутив не предназначен для использования в качестве стабильного решения, так как может содержать экспериментальные функции.

### Совместимость с RHEL
CentOS Stream сохраняет совместимость с RHEL, что делает его подходящим выбором для разработчиков и системных администраторов, желающих тестировать новые функции без необходимости использования коммерческой версии.

## Использование
CentOS Stream подходит для различных сценариев, включая:
- Разработка: Идеален для тестирования приложений и библиотек.
- Образование: Широко используется в учебных заведениях для обучения основам Linux.
- Серверные решения: Может использоваться в неофициальных серверных развертываниях для тестирования и разработки.

## Сообщество
CentOS Stream поддерживается активным сообществом, включающим разработчиков и пользователей. Это сообщество играет важную роль в тестировании дистрибутива и поддержке документации.

## Заключение
CentOS Stream представляет собой важный шаг в эволюции проекта CentOS, предлагая пользователям возможность взаимодействовать с будущими изменениями RHEL. Он остается мощным инструментом для разработчиков и администраторов, обеспечивая доступ к современным технологиям.